# القصر (خولان)

تعديل مصدري - تعديل

القصر هي إحدى قرى عزلة بني شداد بمديرية خولان التابعة لمحافظة صنعاء، بلغ تعداد سكانها 819 نسمة حسب تعداد اليمن لعام 2004.